# Porcellana sayana
Espèce
Porcellana sayana est une espèce de crustacés appartenant à la famille des « crabes porcelaines », bien qu'ils n'appartiennent pas à la famille des crabes à proprement parler mais sont des galathés. 

## Répartition et mode de vie
On retrouve des spécimens de Porcellana sayana sur les côtes ouest de l'océan Atlantique, son aire de répartition allant de Cape Hatteras aux États-Unis jusqu'au Brésil, y compris dans le golfe du Mexique et dans la mer des Caraïbes.
Porcella sayana est souvent trouvé dans des eaux peu profondes, de 92 mètres de profondeur environ, sur des fonds rocheux ou coralliens, dans des coquilles d'huîtres ou dans des relations de commensalisme avec des espèces comme Petrochirus diogenes.
Porcellana sayana possède des seta sur ses pinces, ce qui lui permet de se nourrir par filtration, ce dernier étant suspensivore.

## Morphologie
Porcellana sayana mesure environ 13 millimètres de long. La carapace est généralement plus longue que large.
La carapace dorsale de Porcellana sayana est de couleur cuivrée avec des tâches ou des rayures de couleur blanche, disposées de manière irrégulière. Des renflements sont présents derrière les pinces, ce qui permet de le distinguer des autres espèces de Porcellanidae. 
Comme d'autres décapodes, Porcellana sayana est victime de parasitisme de la part d'un crustacé isopode de la famille des Bopyridae, qui loge et pond dans ses branchies.  

## Taxonomie
Porcellana sayana est décrit pour la première fois par William Elford Leach, un zoologiste britannique, en 1820, sous le nom de Pisidia sayana. Parmi ses noms vernaculaires, on retrouve le nom de « crabe porcelaine tacheté » ou « crabe porcelaine de Say ».

## Galerie

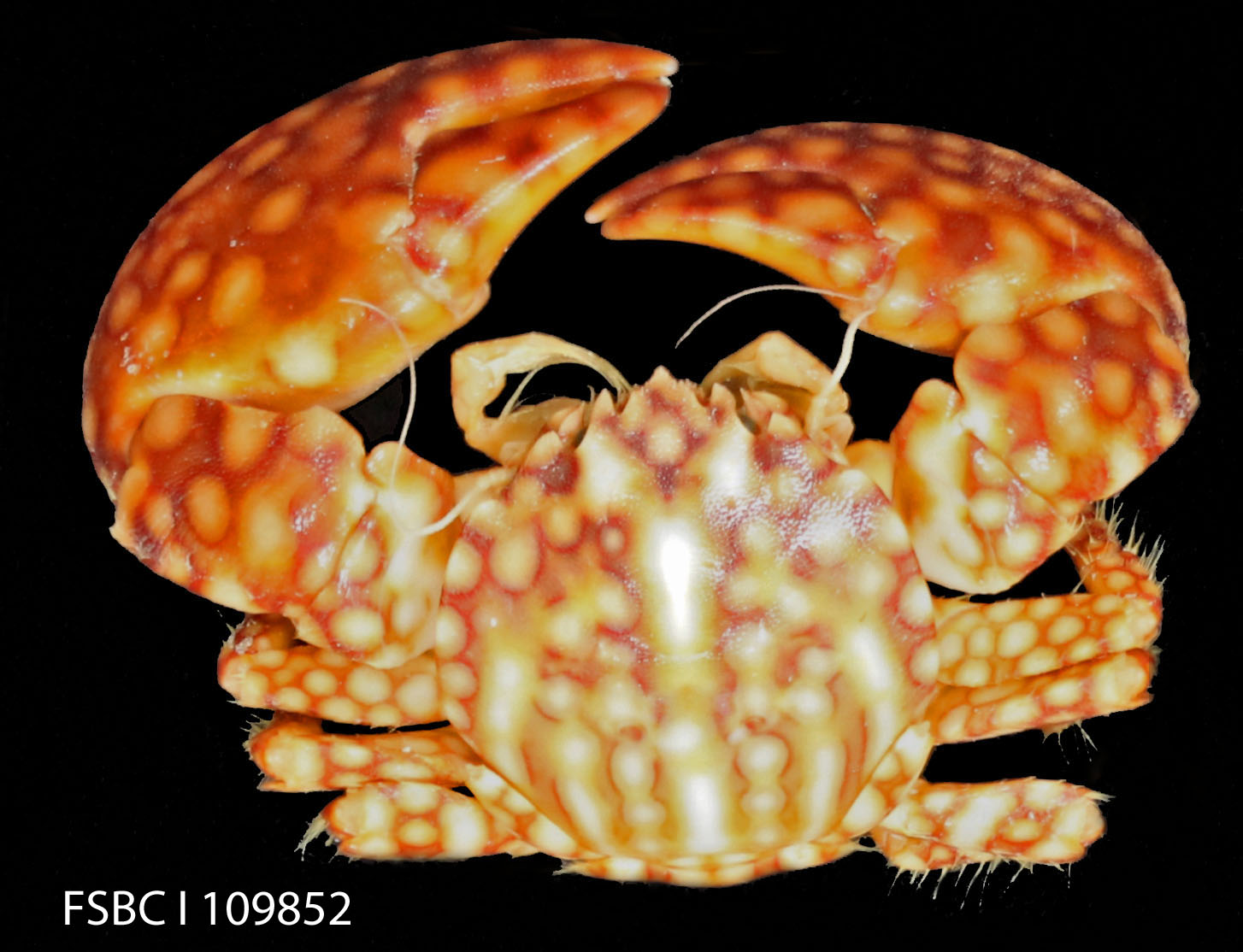
Vue dorsale de Porcellana sayana.
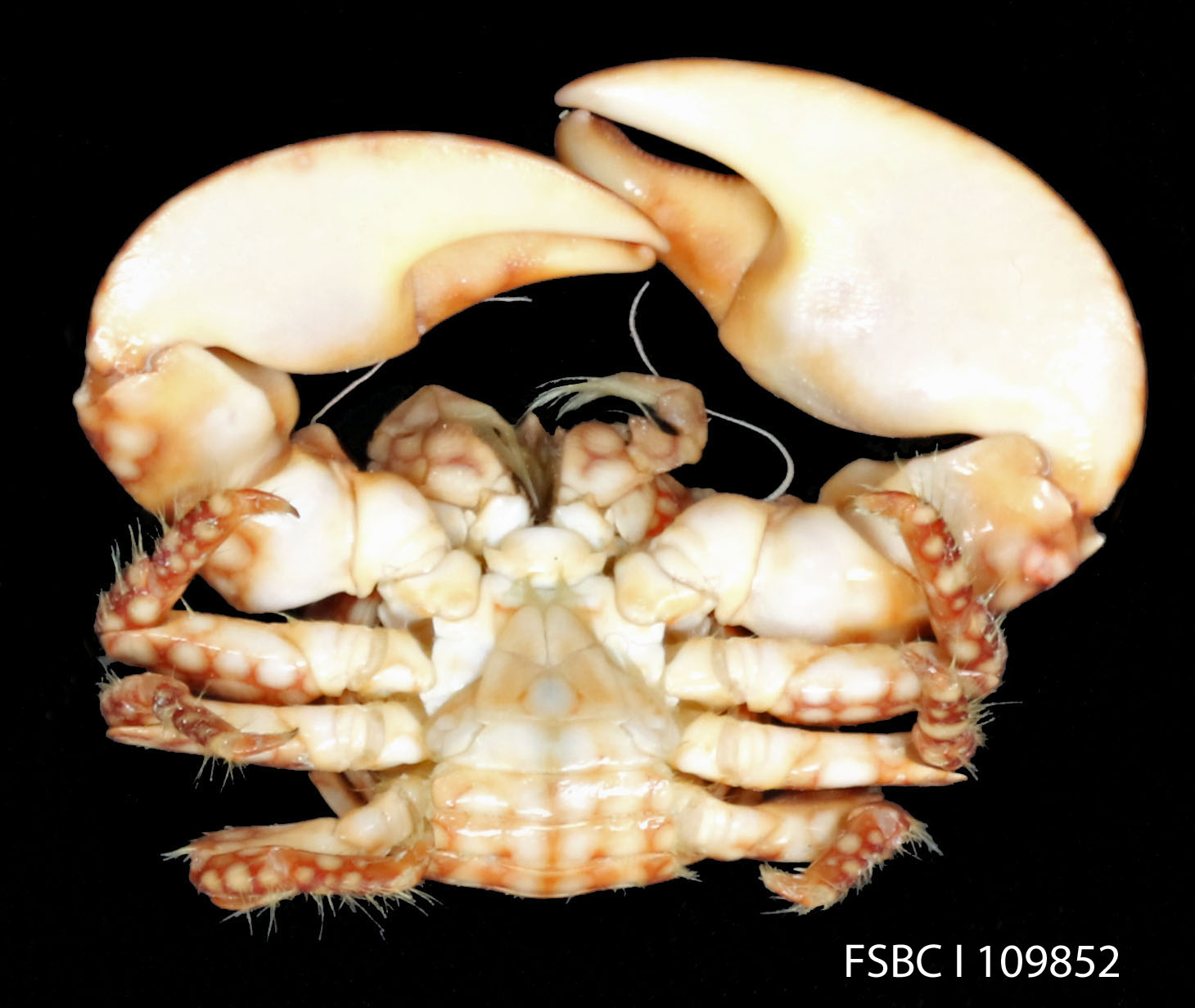
Vue ventrale de Porcellana sayana.